# Бирни, Рид
Рид Бирни (англ. Reed Birney; род. 1954) — американский актёр кино, театра и телевидения.

## Биография
Бирни обучался в Колледже изящных искусств Бостонского университета и профессиональные актёрские курсы в Нью-Йорке, спонсируемые Национальной академией телевизионных искусств и наук.
Лауреат премии «Тони» (2016), а также трёх премий Obie и четырёх «Драма Деск».
Он женат с 1999 года на актрисе Констанс Шульман, которая наиболее известна участием в телесериале «Оранжевый — хит сезона», и у них двое детей. Их дочь Гас (Огаста) и сын Эфраим также актёры.
Бирни — адъюнкт-профессор Колумбийского университета.